# Timex
Pour les articles homonymes, voir Timex (homonymie).
Timex Group USA (anciennement connue sous le nom de Timex Corporation) est une entreprise américaine de fabrication de montres, fondée en 1854 sous le nom de Waterbury Clock Company, à Waterbury, dans le Connecticut. En 1944, la société est devenue insolvable et a été reformée en Timex Corporation. En 2008, la société a été rachetée par Timex Group B.V. et a été renommée Timex Group USA.
Timex est une marque américaine de montres.
L'origine de Timex remonte à la Waterbury Clock Company, déposée au registre du commerce en 1857. Cette entreprise avait pour objectif la production d'horloges utilisant des éléments mécaniques en laiton (elle était issue d'une entreprise spécialisée dans la production de cet alliage).
Après la Seconde Guerre mondiale, Timex se fait une réputation dans la production de montres simples, bon marché et robustes. Ses mouvements sont d'une conception très rudimentaire, ils n'utilisent aucun rubis, préférant des contacts métal sur métal bien meilleur marché (échappement Roskopf). Les montres Timex sont vendues à un prix de l'ordre de huit dollars et garanties un an. Ainsi, elles sont accessibles aux classes populaires, sont considérées comme relativement consommables, rarement révisées par un horloger, rompant ainsi avec la vision traditionnelle d'une montre comme un objet précieux, conservé de longues années et parfois transmis d'une génération sur l'autre.

## Histoire

### Waterbury Clock Company(1854-1944)
Le fabricant de laiton Benedict & Burnham (en) crée la Waterbury Clock Company en 1854 pour fabriquer des horloges utilisant des roues et des engrenages en laiton. La Waterbury Clock Company est légalement constituée le 27 mars 1857 en tant qu'entreprise indépendante avec un capital de 60 000 $,. L'industrie horlogère américaine produit des millions d'horloges avec des dizaines d'entreprises situées dans la vallée de la rivière Naugatuck (en), au Connecticut, ce qui vaut à la région le surnom de Suisse de l'Amérique. La Waterbury Clock Company était l'un des plus grands producteurs, tant pour les ventes nationales que pour l'exportation, principalement vers l'Europe. Son successeur aujourd'hui est Timex Group USA qui est la seule entreprise horlogère encore présente dans la région, bien que l'entreprise horlogère suisse de luxe Breitling ait des bureaux dans la ville voisine de Wilton.

#### Ingersoll Watch Company

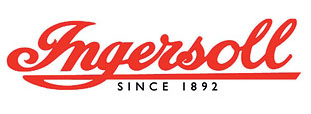
Le logo de la Ingersoll Watch Company

À l'origine, la société produisait des horloges comme alternatives moins coûteuses aux modèles européens haut de gamme de l'époque. En 1887, elle a introduit la grosse montre de poche Jumbo, inventée par Archibald Bannatyne et nommée d'après le célèbre éléphant du cirque P. T. Barnum. La Jumbo a été mise sur le marché à New York à titre d'essai, attirant l'attention de Robert H. Ingersoll, un vendeur et futur pionnier du marketing.
Au début du siècle, la Waterbury Clock Company a produit des millions de montres de poche pour la société d'horlogerie Robert H. Ingersoll & Bro., dans laquelle Robert s'est associé à son frère Charles. En 1896, Ingersoll a présenté l'Ingersoll Yankee, une montre de poche à un dollar fabriquée par la Waterbury Clock Company. Cette montre a acquis une telle popularité qu'elle a été surnommée « la montre qui a rendu le dollar célèbre ».

#### Waterbury Watch Company
En 1877, un nouveau prototype de montre a été présenté à Benedict & Burnham (en) : une montre de poche bon marché composée de 58 pièces, pour la plupart des feuilles de laiton poinçonnées. Benedict & Burnham mettent immédiatement de côté une partie inutilisée de leur atelier d'usinage pour produire la montre qu'il nomme  Long Wind à un rythme de 200 par jour. La demande devient rapidement trop grande pour l'espace disponible dans l'atelier, si bien que Benedict & Burnham constituent la société Waterbury Watch Company, en 1880, avec un capital de 400 000 dollars pour fabriquer et vendre des montres bon marché et d'autres pièces d'horlogerie,. Waterbury Watch connaît un grand succès, employant des centaines de femmes pour leurs doigts fins et leur manipulation délicate, et devient le plus grand producteur de montres au monde en 1888.
Cependant, Waterbury Watch tombe rapidement en faillite en raison de mauvaises techniques de vente : les revendeurs et les vendeurs vendent une grande partie du produit comme produit d'appel, ce qui réduit la valeur perçue des montres. Dans une tentative pour sauver l'entreprise, Waterbury Watch commence à produire des modèles de montres haut de gamme, ce qui ne fait qu'accroître la demande pour une main-d'œuvre incapable de suivre la complexité des nouvelles montres qui utilisent plusieurs centaines de pièces. La société est finalement réorganisée sous le nom de New England Watch Company en 1898, alors que son bureau de vente de Londres est mis en liquidation. La société continue de se concentrer sur les modèles de montres haut de gamme et finit par être mise en liquidation, cessant ses activités en juillet 1912. Robert H. Ingersoll & Bro. rachète l'usine de Waterbury et commence à y fabriquer des montres Ingersoll en 1914.

#### L'avènement de lamontre-bracelet
La Première Guerre mondiale a donné lieu à de nouvelles exigences en matière de conception de montres. Les artilleurs, par exemple, avaient besoin d'un moyen facile de calculer et de lire l'heure tout en étant capables de faire fonctionner leurs canons. La Waterbury Clock Company a répondu à ce besoin en modifiant sa petite montre de poche Ingersoll Midget pour femmes. La compagnie a ajouté des cornes et un bracelet en toile, repositionné la couronne à 3 heures et rendu les aiguilles et les chiffres luminescents pour une lecture de nuit, produisant ainsi l'une des premières montres-bracelets,.
En 1922, la Waterbury Clock Company a acheté la société Robert H. Ingersoll & Bro. pour 1,5 million de dollars. La société avait fait faillite l'année précédente en raison de la récession d'après-guerre,. Cependant, Waterbury Clock n'était pas en mesure de respecter la garantie de qualité dIngersoll en Europe en raison de la Grande Dépression, et a donc vendu la société Ingersoll, Ltd. basée à Londres à son conseil d'administration en 1930, ce qui en a fait une entreprise entièrement britannique. La marque Ingersoll a été maintenue aux États-Unis par Waterbury Clock jusque dans les années 1950, tandis quIngersoll Ltd. produisait indépendamment la marque de montres Ingersoll pour le marché européen et d'autres marchés.
La Waterbury Clock Company a retrouvé son identité sur le marché de la consommation après la Grande Dépression et une période de difficultés. Elle conclut un accord de licence avec Walt Disney en 1930 pour produire les célèbres montres et horloges Mickey Mouse sous la marque Ingersoll. Les montres Mickey Mouse sont présentées au public à l'exposition universelle de Chicago en juin 1933 et deviennent rapidement la première gamme de produits millionnaire de l'entreprise, la sauvant ainsi du désastre financier,.
Thomas Fredrik Olsen (en), qui était le propriétaire de la Fred. Olsen Shipping Co., a fui la Norvège en 1940 avec Joakim Lehmkuhl et leurs familles en raison de l'invasion nazie. Ils ont émigré aux États-Unis où ils ont cherché à contribuer à l'effort de guerre. Ils ont acheté une participation majoritaire dans la Waterbury Clock Company en 1941, et Olsen en est devenu président du conseil d'administration,,. Il a nommé Lehmkuhl président-directeur général. Lehmkuhl avait étudié les affaires et l'ingénierie à l'Université Harvard et au MIT. Sous sa direction, la société est devenue le plus grand producteur de minuteries à fusibles pour les produits de défense de précision aux États-Unis,,.
En 1942, ils ont construit une nouvelle usine à Middlebury, au Connecticut, une ville voisine, en 88 jours, pour la production en grand volume de minuteries de précision. En août 1943, le sous-secrétaire à la guerre a décerné à la Waterbury Clock Company le Army-Navy "E" Award (en) (traduction : prix "E" de l'armée et de la marine) pour l'excellence de son Anglo-American fuse, et les actionnaires ont voté en décembre suivant pour renommer la société United States Time Corporation.

### United States Time Corporation(1944-1969)
Les ventes ont diminué après la guerre de Corée dans les années 1950 en raison de la baisse des commandes de la défense. Le président de United States Time, Lehmkuhl, était convaincu qu'une montre bon marché serait un succès commercial si elle était à la fois précise et durable. Il pensait que le faible coût pouvait être atteint en combinant l'automatisation, les techniques d'outillage de précision utilisées dans la fabrication des minuteries à fusibles et un design plus simple que celui des montres suisses plus chères. La durabilité était assurée par un nouvel alliage dur appelé Armalloy, développé grâce à la recherche en temps de guerre. L'Armalloy a été utilisé pour produire des roulements durables, remplaçant les roulements coûteux traditionnellement utilisés dans le mouvement d'une montre. Ces innovations ont conduit au lancement de la marque Timex en 1950, bien que le nom ait été utilisé pour la première fois sur une petite expédition d'essai de montres d'infirmières en 1945.
La société United States Time Corporation a acheté la société Lacher & Co. AG (en) de Pforzheim, en Allemagne (propriétaire de la marque Laco) le 1er février 1959, afin d'acquérir la technologie des montres électriques que cette société avait développée. Elle a également acheté la marque Durowe (Deutsche Uhrenrohwerke). Timex a vendu Durowe au fabricant suisse de mouvements ETA Manufacture Horlogère le 1er septembre 1965.

### Slogan: Le plus grand fabricant mondial de montres et demechanical time fuses

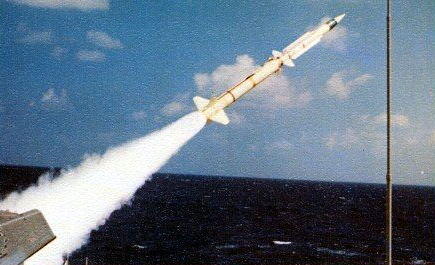
Le missile RIM-2 Terrier de la marine américaine est contrôlé en vol par le système de stabilisation, fourni par un gyroscope fabriqué par la United States Time Corporation.

La société a fabriqué des composants mécaniques pour les missiles pendant le boom du développement des missiles américains à la fin des années 1950, notamment des fuses, des gyroscopes, des accéléromètres, des sous-systèmes de guidage et divers autres articles de précision miniatures. La société a fait la promotion de ses produits en affirmant être le plus grand fabricant mondial de montres et de mechanical time fuses.
L'entreprise produisait également des composants de munitions, et réparait, installait et réactivait des équipements de production appartenant au gouvernement. L'apogée des activités de l'entreprise en matière de munitions et d'armement a duré jusqu'à la guerre du Vietnam dans les années 1960 et 1970, au cours de laquelle elle a exploité l'usine de munitions de l'armée de Joliet (en) ainsi que des usines et des installations de stockage privées.

### Slogan: Elle prend une raclée et continue à faire tic-tac
John Cameron Swayze (en) étant largement considéré comme le journaliste le plus crédible des États-Unis. C'est pourquoi Lehmkuhl décide de l'engager comme porte-parole de la société pour des tests de torture de montres en direct à la télévision en utilisant un slogan de Russ Alben (en) : « Timex - Takes a Licking and keeps on Ticking », (en français, Timex - Elle prend une raclée et continue à faire tic-tac). Hirshon Garfield a développé ces publicités comme des élaborations de tests suggérés par les vendeurs de la United States Time Corporation. Les publicités mettaient en scène des plongeurs de haut niveau, des skieurs nautiques, un dauphin, des lave-vaisselle, des marteaux-piqueurs, des mélangeurs de peinture et l'hélice d'un moteur hors-bord, chacun torturant une montre Timex.

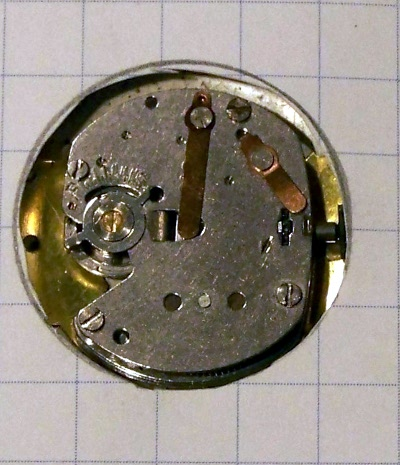
Le mouvement mécanique d'une ancienne montre Timex.

La demande des consommateurs pour les montres augmente, malgré la résistance des bijoutiers en raison de la faible marge bénéficiaire de 50 % sur des montres peu dispendieuses, et Timex ouvre de nouveaux canaux de distribution, notamment des grands magasins, des stands de cigares, des pharmacies et d'autres points de vente de masse. En 1962, la marque Timex occupe la première place sur le marché des États-Unis, où une montre vendue sur trois est une Timex, Des marchés étrangers s'ajoutent avec des bureaux de vente au Canada, au Mexique, en France, en Grande-Bretagne, en Allemagne et au Portugal, ainsi que des distributeurs dans environ 20 autres pays. Des usines sont construites aux États-Unis, en Europe et en Asie.
Edwin H. Land, cofondateur de Polaroid Corporation, a contacté United States Time Corporation en 1948 à la recherche d'un fabricant pour ses appareils photo. Une relation solide s'est établie entre les deux sociétés en 1950, ce qui a permis à United States Time de devenir le fabricant exclusif de tous les appareils Polaroid dans le monde entier jusque dans les années 1970, fabriquant durant cette période plus de 44 millions d'appareils.
United States Time Corporation a été renommée Timex Corporation le 1er juillet 1969.

## Timex Corporation(1969-2008)
Dans les années 1970 et au début des années 1980, l'industrie américaine de l'horlogerie est dévastée par l'arrivée de montres mécaniques bon marché en provenance d'Extrême-Orient, ainsi que par le développement de montres numériques à quartz dont les entreprises japonaises sont les pionnières. Lehmkuhl a pris sa retraite en 1973 sans qu'aucun successeur n'ait été désigné, et Polaroid a mis fin à son contrat avec Timex en 1975, ce qui a entraîné le licenciement de 2 000 employés. Les nouvelles technologies de montres se développaient rapidement sous la forme de montres numériques et de montres analogiques à quartz, rendant obsolètes les installations de production de montres mécaniques de Timex. Timex a fermé ou consolidé plusieurs usines, réduisant ses employés de 30 000 à 6 000. De nouveaux concurrents entraient agressivement dans le secteur, notamment des entreprises japonaises, des producteurs de Hong Kong à bas prix et de grandes entreprises américaines comme Gillette, Texas Instruments et National Semiconductor.
La licence Disney avait expiré et John Cameron Swayze s'était retiré de son rôle de porte-parole. L'activité de sous-traitance a été reconstruite avec de nouveaux clients comme IBM, Hugin-Sweda et General Electric. La société s'est lancée dans le secteur de l'informatique domestique dans le cadre d'une coentreprise avec Sinclair Research et a vendu des ordinateurs comme le Timex Sinclair 1000 et les machines suivantes, inspirées du ZX81 et du ZX Spectrum. En 1984, la société a dû faire face à une baisse des ventes dans le cadre d'une guerre des prix avec Commodore Business Machines et a quitté ce marché.

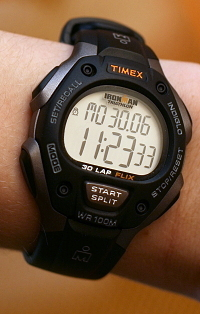
Montre Timex à DELs contemporaine (Ironman).

Au milieu des années 1980, Timex abandonne le développement de divers produits de consommation et recentre ses efforts sur les montres. La qualité du produit et le design à la mode deviennent essentiels pour réussir sur le marché de masse. Timex avait une solide réputation de produits durables, et la société a redoublé d'efforts pour améliorer la qualité de ses produits. Une plus longue durée de vie des piles, un placage en or plus durable, une plus grande précision et des montres plus résistantes à l'eau sont quelques-unes des nombreuses améliorations qu'elle a mises en œuvre. Ses ingénieurs ont créé de nouveaux mouvements analogiques à quartz utilisant moins de composants, réduisant ainsi le temps et les coûts de production. Des athlètes de haut niveau ont participé à la conception de montres de sport pour des sports spécifiques, ce qui a conduit à l'introduction de l'Timex Ironman en 1986, nommée d'après le triathlon d'Hawaï que la société commanditait depuis 1984. Cette montre est devenue la montre Timex la plus vendue de l'ère des montres post-mécaniques. Dès sa première année, la Timex Ironman est devenue la montre la plus vendue aux États-Unis. Elle fut aussi la montre de sport la plus vendue au monde pendant la décennie suivante.
Timex a lancé la veilleuse Indiglo pendant la saison des achats de Noël en 1992. L'Indiglo a fait les manchettes à la suite de l'attentat du World Trade Center de 1993, au cours duquel un employé de bureau portant une Timex équipée d'une veilleuse Indiglo a utilisé sa lumière pour guider un groupe d'évacués dans 40 escaliers sombres. Les ventes ont alors immédiatement décollé et la part du marché américain de Timex a explosé.
Timex Corporation a acquis Callanen International en 1991, le producteur des montres Guess, dans le cadre de sa stratégie multimarques. Timex et Disney se sont associés de nouveau en 1993 pour produire une nouvelle gamme de montres à personnages appelée Disney Classics Collection. En 1994, Timex a acquis la licence des montres Nautica et a lancé la Timex Datalink. La montre Data Link de type assistant personnel pouvait recevoir, sans fils, des informations provenant d'un ordinateur en utilisant un logiciel développé avec Microsoft. Timex a aussi introduit la marque Timex Expedition en 1997, conçue pour les sports extrêmes d'extérieur. Timex et Motorola ont lancé le Beepwear en 1998, une montre avec une radiomessagerie intégrée.
Le nouveau millénaire a permis à Timex Corporation et à sa société mère Timex Group B.V. de poursuivre leur croissance par l'acquisition et le lancement de marques et par des partenariats de licence. En 2000, Timex Corporation a acheté la marque française de montres de mode Opex. Par l'intermédiaire de sa filiale Callanen, Timex a acquis la licence d'horlogerie du créateur de mode urbaine Marc Eckō en 2002. La société est entrée sur le marché du luxe en 2005 lorsque la société mère de Timex a acquis la société suisse Vertime SA. Vertime était responsable de la conception, de la fabrication et de la distribution de montres et de bijoux fabriqués en Suisse pour les marques Versace et Versus (en). Le holding international de Timex USA, le Groupe Timex, a lancé la TX Watch Company à la fin de 2006. En 2007, Timex Group B.V. a créé Sequel AG, une société distincte consacrée à la conception, à la fabrication et à la distribution des marques de montres Guess et Gc fabriquées en Suisse,. Timex Group B.V. a acheté le studio de design italien Giorgio Galli Design Lab en 2007.

## Timex Group USA, Inc.(2008-aujourd'hui)
La société a été restructurée au début de l'année 2008, établissant l'unité commerciale Timex comme une entité commerciale distincte pour la marque Timex avec son propre président. Les précédents PDG du Groupe Timex avaient géré le groupe et la marque Timex, ce qui avait contribué à la baisse des bénéfices de la marque au cours des cinq années précédentes. La division Sequel du Groupe Timex abrite les collections Guess et a connu une croissance considérable au point de rivaliser avec Timex en tant que première source de revenus de l'entreprise. Depuis cette restructuration, Timex a lancé des montres GPS, des montres d'exercice avec cardiofréquencemètre et des dispositifs similaires.
En 2008, Timex Group USA a signé un accord de quatre ans faisant de Timex le premier chronométreur officiel du Marathon de New York. Parallèlement, la société mère Timex Group B.V. a lancé les marques de montres de luxe fabriquées en Suisse Salvatore Ferragamo Timepieces et Valentino Timeless dans le cadre de sa division Timex Group Luxury Watches,. La même année, la société a commencé la construction de la deuxième plus grande ferme de panneaux solaires des États-Unis au siège de Timex Group USA à Middlebury, au Connecticut. La ferme solaire de 800 panneaux a été inaugurée le 5 février 2009 lors d'un événement de presse organisé au siège social. Quelques mois plus tard, le Groupe Timex USA a acheté la marque de montres Marc Eckō dont il détenait la licence depuis 2002. L'unité commerciale Callanen International a fusionné avec l'unité commerciale Timex en 2009, regroupant les marques Timex, Opex, TX, Nautica et Marc Eckō sous une seule et même entreprise.

## Timex Group B.V.
Timex Group B.V., un holding néerlandais, est la société mère de plusieurs entreprises horlogères dans le monde, dont Timex Group USA. Ses entreprises et ses licences exclusives mondiales comprennent la Business Unit Timex (Timex, Timex Ironman, Opex, Nautica, Marc Eckō), Sequel (Guess, Gc), la Timex Group Luxury Division (Versace, Versus, Salvatore Ferragamo, Vincent Bérard, CT Scuderia et Teslar) et Giorgio Galli Design Lab,.
Aujourd'hui, les produits de Timex Group B.V. sont fabriqués en Extrême-Orient et en Suisse, souvent sur la base d'une technologie qui continue à être développée aux États-Unis et en Allemagne. Le groupe est présent dans un certain nombre de pays en Europe, en Amérique et en Asie. De nombreuses montres-bracelets sont fabriquées par TMX Philippines Inc. à Lapu-Lapu, aux Philippines. L'exportation de Timex Group B.V. depuis l'usine des Philippines se fait par le biais de sa propre société Tmx Limited N.V., basée à Curaçao, dans les Petites Antilles.